# Jens Peter Hansen
Jens Peter Hansen, appelé également Jens Peder Hansen (né le 15 mars 1927 à Esbjerg au Danemark et mort le 16 novembre 1996 dans la même ville), est un joueur de football international danois, qui jouait en tant qu'avant-centre.
Il est connu pour avoir terminé meilleur buteur du championnat du Danemark lors de la saison 1950-51 avec 11 buts (à égalité avec James Rønvang et Henning Bjerregaard).